# (9089) 1995 UC7
1995 يو سي 7 (ويعرف أيضًا باسم (9089) 1995 يو سي 7 وفق تسمية الكوكب الصغير) (بالإنجليزية: 1995 UC7)‏ هو كويكب ضمن حزام الكويكبات؛ وترتيبه 9089 من حيث الاكتشاف.
اكتُشف هذا الجُرم الفلكي بواسطة تاكيشي أوراتا ‏ في 26 أكتوبر 1995.

## وصلات خارجية
- (9089) 1995 UC7 في قاعدة بيانات مختبر الدفع النفاث لأجرام النظام الشمسي الصغيرة

- الاكتشاف · مخطط المدار ·  العناصر المدارية · المعلمات المادية

- (9089) 1995 UC7 على موقع ويكي سكاي: DSS2, SDSS, GALEX, IRAS, Hydrogen α, X-Ray, Astrophoto, Sky Map, Articles and images